# Ranville War Cemetery
Ranville War Cemetery is een Britse militaire begraafplaats met gesneuvelden uit de Tweede Wereldoorlog gelegen in de Franse gemeente Ranville (departement Calvados). De begraafplaats ligt in het centrum van de gemeente vlak naast het kerkhof van Ranville. De toegang ligt aan de oostelijke zijde en bestaat uit een boogpoort met dubbel hekken. Naar het midden toe, op dezelfde aslijn met de toegang, staat het Cross of Sacrifice. De Stone of Remembrance staat tegen de westelijke zijde voor een schuilgebouw met vijf arcaden waarin zich het register bevindt.
Op de begraafplaats staat een gedenkteken voor de slachtoffers van de Britse 6th Airborn Division.
Er liggen 2.565 doden begraven waarvan er 90 niet geïdentificeerd konden worden.

## Geschiedenis
Het geallieerde eindoffensief startte met de landing in Normandië op 6 juni 1944. Ranville was de eerste Franse gemeente die door de 6th Airborne Division, na de verovering van de brug (beter gekend als de Pegasusbrug) over het kanaal naar Caen, werd bevrijd. De eerste slachtoffers werden op het kerkhof van Ranville begraven waarna de vele doden als gevolg van de gevechten tijdens de daaropvolgende dagen, hier werden begraven.
Onder de 2.236 Commonwealth slachtoffers (waaronder 90 niet geïdentificeerde) zijn er 2.065 Britten, 76 Canadezen, 3 Nieuw-Zeelanders en 2 Australiërs. Er liggen ook 323 Duitsers, 5 Fransen, 1 Pool en 1 Belg.

## Graven
- Joseph Philippe Rousseau en Joseph Maurice Rousseau zijn twee broers en luitenants bij het 1st Canadian Parachute Battalion. Zij sneuvelden respectievelijk op 7 juni en 20 september 1944 en werden naast elkaar begraven.
- Emile Servais Corteil, soldaat bij het Britse 9th Bn Parachute Regiment werd samen met zijn hond Glen, de mascotte van zijn bataljon, begraven. Zij sneuvelden samen op 6 juni 1944.

### Onderscheiden militairen
- Denis Charles William Sanders, brigadier bij de Royal Artillery werd vereerd met de rang van Officier in de Orde van het Britse Rijk en onderscheiden met het Air Force Cross en de Territorial Decoration (OBE, AFC, TD).
- Wilmot Reginald Pettit, Squadron Leader bij de Royal Canadian Air Force werd vereerd met de rang van Officier in de Orde van het Britse Rijk en onderscheiden met het Distinguished Flying Cross (OBE, DFC).
- Cecil Disney Barlow, luitenant-kolonel bij de King's Shropshire Light Infantry en Richard Milliken, majoor bij de Royal Artillery werden vereerd met de rang van Officier in de Orde van het Britse Rijk (OBE).
- Robert Donald Stokes, majoor bij het Lincolnshire Regiment en Peter Stapleton Buxton, majoor bij de Royal Artillery werden onderscheiden met de Territorial Decoration (TD).
- Lloyd Vernon Chadburn, Wing Commander bij de Royal Canadian Air Force werd onderscheiden met het Distinguished Flying Cross en tweemaal onderscheiden met de Distinguished Service Order (DSO and Bar, DFC).
- Alexander Percival Johnson, luitenant-kolonel bij het Suffolk Regiment werd onderscheiden met de Distinguished Service Order (DSO).
- John Russell Collins, Squadron Leader bij de Royal Air Force Volunteer Reserve werd tweemaal onderscheiden met het Distinguished Flying Cross (DFC and Bar).
- George Peter Vickers, Squadron Leader bij de Royal Canadian Air Force en Sydney George Turner, luitenant bij de Royal Air Force Volunteer Reserve werden onderscheiden met het Distinguished Flying Cross (DFC).
- de officieren Thomas Roland Juckes, Alan Cresswell Holman Pyman, James Campbell Rennie, Brian Dear Butler, Frederick John Bland, Donald Swanson White, Guy William Going Threlfall, John Lee, Michael Hamish Alastair Stuart-Hamilton, Kenneth Aitken en Robert George Cracroft werden onderscheiden met het Military Cross (MC).
- de sergeanten John Leonard Smith (Royal Armoured Corps) en John Arnold Breadner (Royal Air Force) en soldaat Arthur Henry Warner (The Parachute Regiment, A.A.C.) werden onderscheiden met de British Empire Medal (BEM).
- Roy George Herbert, luitenant bij het Northamptonshire Regiment werd onderscheiden met de Distinguished Conduct Medal en de Military Medal (DCM, MM).
- William Jones, korporaal bij het The Parachute Regiment, A.A.C. werd onderscheiden met de Distinguished Conduct Medal (DCM).
- verder zijn er nog 18 militairen die de Military Medal ontvingen (MM).

### Minderjarige militairen
- Robert Edward Johns, soldaat bij het The Parachute Regiment, A.A.C. was 16 jaar toen hij op 23 juli 1944 sneuvelde.
- Cyril Harwood, schutter bij de Rifle Brigade, Adams-Acton Murray, soldaat bij het The Parachute Regiment, A.A.C. en Wilbur Sullivan, matroos bij de Royal Navy waren 17 jaar toen ze stierven.